# Maksim Tiškin
Maksim Viktorovič Tiškin (in russo Максим Викторович Тишкин?; Bol'šaja Elchovka, 27 giugno 1992) è un ex calciatore russo, di ruolo difensore.

## Carriera
Ha giocato nella prima divisione russa.